# Diego de los Cobos Guzmán y Luna

Stemma dei marchesi di Camarasa

Diego de los Cobos Guzmán y Luna (Sabiote, ... – Madrid, 17 dicembre 1645) è stato un nobile spagnolo, III marchese de Camarasa.

## Biografia
Era figlio di Francisco Manuel de los Cobos y Luna, II marchese de Camarasa, e di Ana Félix de Guzmán de Ribera.
Fu gentiluomo di camera del re Filippo IV di Spagna e servì come Sommelier de Corps cardinale Filippo d'Austria. Il 10 ottobre 1640 ricevette la nomina a I Duca di Sabiote, a titolo personale e con la Grandezza di Spagna. Inoltre, divenne IX Conte di Rivadavia e signore di Jimena, Recena, Mucientes, Valedoras, San Martín de Valdeiglesias e Manzaneda.
Scrisse il suo testamento il 23 marzo 1645 a Saragozza, davanti al notaio Manuel Juan de Montaner. Fu aperto solo il 1º gennaio dell'anno successivo, poco dopo la sua morte, avvenuta il 17 dicembre 1645 a Madrid.
Quando morì senza successione diretta, i suoi possedimenti signorili passarono a un nipote, Manuel de los Cobos y Luna, IV marchese di Camarasa.

## Discendenza
Sposò Ana Fernández de Córdoba y Centurión, sorella del marchese di Estepa, morta nel 1620. Da lei ebbe tre figli: 
- Francisco e Juan, che morirono bambini
- María, che fu fondatrice e badessa del convento del Sant'Angelo, Custode di Granada.